# Kuzicus cervicus
Kuzicus cervicus är en insektsart som beskrevs av Sigfrid Ingrisch och Shishodia 2000. Kuzicus cervicus ingår i släktet Kuzicus och familjen vårtbitare. Inga underarter finns listade i Catalogue of Life.